# ФК Тотенхем хотспур
Фудбалски клуб Тотенхем хотспур (енгл. Tottenham Hotspur Football Club) професионални је енглески фудбалски клуб из Лондона који игра у Премијер лиги.
Од 1899. дом клуба је био стадион Вајт Харт Лејн, који је имао капацитет од 36.284 седећих места. Стадион је затворен и срушен 2017. ради изградње већег, стадиона Тотенхем хотспур, који је отворен 2019. године. Због тога је Тотенхем сезоне 2017/18. и 2018/19. играо на стадиону Вембли. Надимак клуба је Спарси. Тотенхем има дугогодишње ривалство са Арсеналом са којим играју дерби северног Лондона.
Први је енглески клуб који је освојио дуплу круну (исте године и Прву лигу Енглеске и ФА куп), у сезони 1960/61. Такође, „Спарси“ су први клуб из Енглеске који је освојио неко европско такмичење, а то је био Куп победника купова 1963. године.

## Историја
Клуб је основан 1882. године као ФК Хотспур (Hotspur F.C.) од стране дечака из локалне основне школе и истоименог крикет клуба. Године 1884, клуб је преименован у Тотенхем хотспур, да би се избегла забуна јер је већ од раније постојао клуб под именом Хотспур.
Био је учесник Јужне лиге до 1908, када је примљен у Другу лигу Енглеске. У међувремену Тотенхем осваја ФА куп 1901, и постаје први освајач тог такмичења а да није био члан Прве лиге Енглеске од њеног оснивања. Од тада, Тотенхем је два пута био првак Енглеске, седам пута је освојио ФА куп, а 4 пута Лига куп.
У европским такмичењима највише успеха имао је у УЕФА купу, који је освојио у сезонама 1971/72. и 1983/84, а у сезони 1962/63. је освојио и Куп победника купова. Највећи успех клуба у Лиги шампиона је пласман у финале у сезони 2018/19, када је поражен од Ливерпула, док је Лигу Европе освојио у сезони 2024/25. тријумфом у финалу над Манчестер јунајтедом.

## Успеси

### Национални
- Прва дивизија / Премијер лига
  - Првак (2) : 1950/51, 1960/61.
  - Вицепрвак (5) : 1921/22, 1951/52, 1956/57, 1962/63, 2016/17.
- Друга дивизија
  - Првак (2) : 1919/20, 1949/50.
  - Вицепрвак (2) : 1908/09, 1932/33.
- ФА куп
  - Освајач (8) : 1901, 1921, 1961, 1962, 1967, 1981, 1982, 1991.
  - Финалиста (1) : 1987.
- Лига куп
  - Освајач (4) : 1971, 1973, 1999, 2008.
  - Финалиста (5) : 1982, 2002, 2009, 2015, 2021.
- Комјунити шилд (4 самостална трофеја и 3 заједничка – 1967, 1981 и 1991)
  - Освајач (7) : 1921, 1951, 1961, 1962, 1967, 1981, 1991.
  - Финалиста (2) : 1920, 1982.

### Међународни
- Лига шампиона
  - Финалиста (1) : 2018/19.
- УЕФА куп / Лига Европе
  - Освајач (3) : 1971/72, 1983/84, 2024/25.
  - Финалиста (1) : 1973/74.
- Куп победника купова
  - Освајач (1) : 1962/63.
- УЕФА суперкуп
  - Финалиста (1) : 2025.
- Англо-италијански Лига куп:
  - Освајач (1): 1971.
- Међународни куп шампиона[3]
  - Освајач (1) : 2018.

## Тренутни састав
Ажурирано 1. септембар 2022.
| Бр. |                 | Позиција | Играч              |
| --- | --------------- | -------- | ------------------ |
| 1   | Француска       | Г        | Иго Лорис          |
| 2   | Република Ирска | О        | Мет Доерти         |
| 4   | Енглеска        | С        | Оливер Скип        |
| 5   | Данска          | С        | Пијер Емил Хојберг |
| 6   | Колумбија       | О        | Дејвинсон Санчез   |
| 7   | Јужна Кореја    | Н        | Сон Хјунгмин       |
| 9   | Бразил          | Н        | Ришарлизон         |
| 10  | Енглеска        | Н        | Хари Кејн          |
| 11  | Шпанија         | С        | Брајан Хил         |
| 12  | Бразил          | О        | Емерсон Ројал      |
| 14  | Хрватска        | С        | Иван Перишић       |
| 15  | Енглеска        | О        | Ерик Дајер         |
| 17  | Аргентина       | О        | Кристијан Ромеро   |

| Бр. |           | Позиција | Играч             |
| --- | --------- | -------- | ----------------- |
| 19  | Енглеска  | С        | Рајан Сесењон     |
| 20  | Енглеска  | Г        | Фрејзер Форстер   |
| 21  | Шведска   | С        | Дејан Кулушевски  |
| 24  | Енглеска  | Г        | Џед Спенс         |
| 25  | Енглеска  | О        | Џафет Танганга    |
| 27  | Бразил    | Н        | Лукас Мора        |
| 29  | Сенегал   | С        | Папе Матар Сар    |
| 30  | Уругвај   | С        | Родриго Бентанкур |
| 33  | Велс      | О        | Бен Дејвис        |
| 34  | Француска | О        | Клеман Ленгле     |
| 38  | Мали      | С        | Ивес Бисума       |
| 40  | Енглеска  | Г        | Брендон Остин     |
| 42  | Енглеска  | С        | Харви Вајт        |

## Играч године
| - 1987 Гари Мебут - 1988 Крис Видл - 1989 Ерик Торствед - 1990 Пол Гаскојн - 1991 Пол Ален - 1992 Гари Линекер - 1993 Дарен Андертон - 1994 Јирген Клинсман - 1995 Теди Шерингем - 1996 Сол Кемпбел - 1997 Сол Кемпбел - 1998 Давид Жинола - 1999 Стефен Кер - 2000 Стефен Кер - 2001 Нил Саливан - 2002 Симон Дејвис - 2003 Роби Кин | - 2004 Џермејн Дефо - 2005/06 Роби Кин - 2006/07 Димитар Бербатов - 2007/08 Роби Кин - 2008/09 Арон Ленон - 2009/10 Мајкл Досон - 2010/11 Лука Модрић - 2011/12 Скот Паркер - 2012/13 Герет Бејл - 2013/14 Кристијан Ериксен - 2014/15 Хари Кејн - 2015/16 Тоби Алдервајрелд - 2016/17 Кристијан Ериксен - 2017/18 Јан Вертонген - 2018/19 Сон Хјунгмин - 2019/20 Сон Хјунгмин - 2020/21 Хари Кејн - 2021/22 Сон Хјунгмин |